# Astyris hypodra
Astyris hypodra är en snäckart som först beskrevs av Dall 1916.  Astyris hypodra ingår i släktet Astyris och familjen Columbellidae. Inga underarter finns listade i Catalogue of Life.